# Liste der Rektoren der Universität Heidelberg
Die folgende Liste enthält die Rektoren der Ruprecht-Karls-Universität Heidelberg. Sie stützt sich auf die umfassende Aufstellung von Hermann Weisert, Dagmar Drüll und Eva Kritzer. Die Rektoren bis zur Auflösung der Kurpfalz 1803 sind in Auswahl wiedergegeben, die Amtsträger des 19., 20. und 21. Jahrhunderts dagegen sind vollständig aufgeführt. Bei ihnen wird der Amtsantritt tagesgenau angegeben, wohingegen sich das Ende der Amtszeit aus dem Amtsantritt des Nachfolgers erschließen lässt.

## Rektoren bis 1802 (Auswahl)
In den ersten Jahren der Universität Heidelberg wurde viermal jährlich ein neuer Rektor gewählt. Dieses Vorgehen entsprach den Üblichkeiten an der Universität von Paris und wurde in Heidelberg bis 1393 beibehalten. Anschließend ging man zu einem halbjährigen Turnus über, der bis 1522 beibehalten wurde.
- Gründungsrektor Marsilius von Inghen (mehrere Amtszeiten von 1386 bis 1396, starb im Amt)
- Berthold Suderdick, 1388
- Nikolaus Burgmann, 1390 und öfter
- Konrad von Soltau, 1393
- Matthäus von Krakau, 1396–1397
- Nikolaus Magni von Jauer, 1406
- Hermann von Heidelsheim, 1419
- Gerhard von Hohenkirchen, 1420 und 1429
- Erhard von Zwiefalten, Rektor 1455, 1465–1466, 1470 und 1476–1477
- Johann von Sulz, 1461
- Andreas Hartmanni, 1463–1464, 1471, 1477–1478, 1483–1484, 1489–1490 und 1492
- Pallas Spangel, 1477, 1484–1485, 1490–1491 und 1501–1502
- Jakob Wimpfeling, 1481–1482
- Johannes Sculteti, 1487
- Adam Werner von Themar 1497–1498, 1504–1505 und 1510
- Peter Scheibenhart 1507, 1519–1520 und 1522–1523
- Friedrich Kämmerer von Worms, genannt von Dalberg 1511
- Johannes von Ehrenberg, 1513
- Heinrich Stoll, 1546, erster protestantischer Rektor
- Jacob Curio, 1551
- Dionysius Graff, 1551–1552
- Matthias Keuler, wird 1559 zwar gewählt, die Wahl aber von Kurfürst Ottheinrich annulliert. Zahlreiche katholische Professoren verlassen daraufhin die Universität.
- Kaspar Agricola, 1561 und 1576
- Nikolaus Cisnerus, 1562 bis 1564
- Wilhelm Xylander (Wilhelm Holtzmann), 1564 bis 1565
- Bartholdus Redlich, 1567 bis 1568
- Ludwig Grave, 1577, 1582, 1605 und 1613
- Karl I. von Pfalz-Zweibrücken-Birkenfeld, 1580
- Matthäus Enzlin (Entzlin), 1583 bis 1584
- Daniel Tossanus der Ältere, 1594

- Lubertus Esthius, 1600
- Jakob Christmann, 1602
- Bartholomaeus Coppen, 1603 und 1615
- Daniel Nebel, 1603 und 1615
- Peter de Spina II., 1619
- Peter de Spina III., 1622
- Reiner Bachoff von Echt, 1614, 1623, 1626, 1629
- Kurfürst Karl Ludwig, 1652 (erster Rektor nach der Schließung der Universität im Jahre 1632)
- Johannes von Lüneschloß, 1655, 1679, 1691 und 1695
- Philipp Burckhardt, 20. Dezember 1656 bis 12. Januar 1658
- Johannes Friedrich Böckelmann, 1661
- Hans Ludwig Fabritius, 1664, 1672, 1680, 1688, 1694
- Paul Hachenberg, 1675
- Johannes Friedrich Mieg d. Ä., 1676, 1684
- Johannes de Spina, 1687
- Johann Wolfgang Textor, 1677, 1689, 1690
- Georg Franck von Franckenau
- Heinrich von Cocceji, 1681
- Johannes Georg Fleck von Roseneck, 1697
- Friedrich Gerhard von Lüneschloß, 1699, 1703, 1706, 1707, 1727
- Ludwig Christian Mieg, 1708, 1728
- Daniel Nebel 1710, 1714, 1726
- Johann Bartholomäus von Busch 1712
- Johann Heinrich Hottinger der Jüngere 1736, 1748
- Wilhelm Bernhard Nebel, 1737, 1745
- Franz Ignaz Wedekind, 1749
- Franz Joseph von Oberkamp, 1750, 1758
- Georg Matthäus Gattenhof, 1754, 1762, 1784
- Peter Gallade, 1756 bis 1757
- Josef Agricola, 1775
- Daniel Wilhelm Nebel, 1777, 1793
- Joseph Kleiner, 1780
- Johann Jakob Joseph Kirschbaum, 1796 bis 1797
- Franz Anton Mai, 1798
- Johannes Koch, 1798 bis 1799

- Daniel Wilhelm Nebel, 1801

## Prorektoren von 1802 bis 1919
Mit der Auflösung der Kurpfalz gelangte Heidelberg mit seiner Universität an die Markgrafschaft Baden (ab 1806 Großherzogtum Baden), deren Herrscher ab diesem Zeitpunkt persönlich das Rektorenamt übernahmen (1803–1811 Karl Friedrich, 1811–1818 Karl Ludwig Friedrich, 1818–1830 Ludwig I., 1830–1852 Leopold, 1852–1856 Ludwig II., 1856–1907 Friedrich I., 1907–1918 Friedrich II.). Die Amtsgeschäfte in der Verwaltung der Universität übernahm für ihn ein Professor, der das Amt des „Prorektors“ übernahm.
- Georg Adolf Suckow (erneut), 20. Dezember 1802 bis 1803
- Franciscus Schnappinger, 21. Dezember 1803 bis 1804
- Ignatius Wedekind, 20. Dezember 1804 bis 1805
- Anton Friedrich Justus Thibaut, 21. Dezember 1805 bis 1807
- Christoph Martin, 1. April 1807 bis 1808
- Georg Arnold Heise, 20. April 1808 bis 1809
- Karl Christian von Langsdorf, 4. April 1809 bis 1810
- Jacob Fidelis Ackermann, 12. Juni 1810 bis 1811
- Friedrich Heinrich Christian Schwarz, 18. April 1811 bis 1812
- Franz Gambsjäger (erneut), 16. April 1812 bis 1813
- Jakob Friedrich Fries, 20. April 1813 bis 1814
- Heinrich Eberhard Gottlob Paulus, 12. April 1814 bis 1815
- Friedrich Wilken, 28. März 1815 bis 1816
- Carl Daub, 24. Februar 1816 bis 1817
- Karl Salomo Zachariae, 8. April 1817 bis 1818
- Johann Wilhelm Heinrich Conradi, 24. März 1818 bis 1819
- Georg Wilhelm Munke, 13. April 1819 bis 1820
- Friedrich Heinrich Christian Schwarz (erneut), 10. April 1820 bis 1821
- Anton Friedrich Justus Thibaut (erneut), 16. April 1821 bis 1822
- Friedrich Tiedemann, 9. April 1822 bis 1823
- Karl Cäsar von Leonhard, 1. April 1823 bis 1824
- Carl Daub (erneut), 20. April 1824 bis 1825
- Carl Joseph Anton Mittermaier, 13. April 1825 bis 1826
- Franz Naegele, 27. März 1826 bis 1827
- Simon Erhardt, 29. März 1827 bis 1828
- Johann Friedrich Abegg, 9. April 1828 bis 1829
- Konrad Franz Roßhirt, 21. April 1829 bis 1830
- Leopold Gmelin, 13. April 1830 bis 1831
- Karl Heinrich Rau, 5. April 1831 bis 1832
- Friedrich Wilhelm Carl Umbreit, 24. April 1832 bis 1833
- Konrad Franz Roßhirt (erneut), 9. April 1833 bis 1834
- Maximilian Joseph von Chelius, 1. April 1834 bis 1835
- Johann Christian Felix Bähr, 21. April 1835 bis 1836
- Friedrich Heinrich Christian Schwarz (erneut), 5. April 1836 bis 1837
- Carl Joseph Anton Mittermaier (erneut), 27. März 1837 bis 1838
  - Vom 10. April bis zum 6. September 1837 führte Konrad Franz Roßhirt als Prorektoratsverwalter die Amtsgeschäfte
- Friedrich August Benjamin Puchelt, 16. April 1838 bis 1839
- Georg Wilhelm Munke (erneut), 2. April 1839 bis 1840
- Carl Christian Ullmann, 21. April 1840 bis 1841
- Konrad Franz Roßhirt (erneut), 13. April 1841 bis 1842
- Friedrich Tiedemann (erneut), 29. März 1842 bis 1843
- Franz Ferdinand Schweins, 18. April 1843 bis 1844
- Ernst Anton Lewald, 9. April 1844 bis 1845
- Adolph von Vangerow, 25. März 1845 bis 1846
- Maximilian Joseph von Chelius (erneut), 21. April 1846 bis 1847
- Karl Heinrich Rau (erneut), 6. April 1847 bis 1848
- Richard Rothe, 25. April 1848 bis 1849
- Heinrich Zöpfl, 10. April 1849 bis 1850
- Friedrich August Benjamin Puchelt (erneut), 2. April 1850 bis 1851
- Karl Zell, 22. April 1851 bis 1852
- Karl Bernhard Hundeshagen, 13. April 1852 bis 1853
- Robert von Mohl, 29. März 1853 bis 1854
- Friedrich Arnold, 18. April 1854 bis 1855
- Johann Christian Felix Bähr (erneut), 10. April 1855 bis 1856
- Daniel Schenkel, 25. März 1856 bis 1857
- Achilles Renaud, 14. April 1857 bis 1858
- Wilhelm Lange, 6. April 1858 bis 1859
- Heinrich Georg Bronn, 26. April 1859 bis 1860
- Karl Bernhard Hundeshagen (erneut), 10. April 1860 bis 1861
- Konrad Franz Roßhirt (erneut), 2. April 1861 bis 1862
- Hermann Helmholtz, 22. April 1862 bis 1863
- Adolph von Vangerow (erneut), 7. April 1863 bis 1864
- Ludwig Häusser, 29. April 1864 bis 1865
- Gustav Robert Kirchhoff, 18. April 1865 bis 1866
- Ferdinand Hitzig, 3. April 1866 bis 1867
- Nicolaus Friedreich, 23. April 1867 bis 1868
- Eduard Zeller, 14. April 1868 bis 1869
- Hermann Kopp, 30. März 1869 bis 1870
- Johann Caspar Bluntschli, 19. April 1870 bis 1871
- Karl Knies, 11. April 1871 bis 1872
- Achilles Renaud (erneut), 2. April 1872 bis 1873
- Karl Bernhard Stark, 15. April 1873 bis 1874
- Bernhard Windscheid, 7. April 1874 bis 30. September 1874
- Karl Bernhard Stark (erneut), 1. Oktober 1874 bis 1875
- Kuno Fischer, 30. März 1875 bis 1876
- Otto Becker, 18. April 1876 bis 1877
- Johann Caspar Bluntschli (erneut), 3. April 1877 bis 1878
- Otto Karlowa, 23. April 1878 bis 1879
- Theodor von Dusch, 15. April 1879 bis 1880
- Eduard Winkelmann, 30. März 1880 bis 1881
- Karl Bartsch, 19. April 1881 bis 1882
- Adolf Hausrath, 11. April 1882 bis 1883
- Rudolf Heinze, 27. März 1883 bis 1884
- Bernhard Erdmannsdörffer, 15. April 1884 bis 1885
- Georg Hermann Quincke, 7. April 1885 bis 1886
- Ernst Immanuel Bekker, 27. April 1886 bis 1887
- Karl Holsten, 12. April 1887 bis 1888
- Julius Arnold, 3. April 1888 bis 1889
- Ernst Hugo Heinrich Pfitzer, 20. März 1889 bis 1890
- Fritz Schöll, 15. März 1890 bis 1891
- Richard Schröder, 14. März 1891 bis 1892
- Adalbert Merx, 19. März 1892 bis 1893
- Wilhelm Erb, 15. März 1893 bis 1894
- Erwin Rohde, 15. März 1894 bis 1895
- Leo Koenigsberger, 15. März 1895 bis 1896
- Gustav Heinrich Bassermann, 14. März 1896 bis 1897
- Georg Meyer, 15. März 1897 bis 1898
- Ferdinand Adolf Kehrer, 15. März 1898 bis 1899
- Hermann Osthoff, 15. März 1899 bis 1900
- Karl Heinrich Rosenbusch, 14. März 1900 bis 1901
- Adolf Hausrath (erneut), 15. März 1901 bis 1902
- Heinrich Buhl, 15. März 1902 bis 1903
- Vincenz Czerny, 14. März 1903 bis 1904
- Wilhelm Braune, 15. März 1904 bis 1905
- Theodor Curtius, 15. März 1905 bis 1906
- Ernst Troeltsch, 15. März 1906 bis 1907
- Georg Jellinek, 18. März 1907 bis 1908 (erster Rektor der Universität Heidelberg jüdischer Herkunft)
- Albrecht Kossel, 16. März 1908 bis 1909
- Wilhelm Windelband, 15. März 1909 bis 1910
- Hans von Schubert, 15. März 1910 bis 1911
- Friedrich von Duhn, 16. März 1911 bis 1912
- Karl von Lilienthal, 16. März 1912 bis 1913
- Rudolf Gottlieb, 19. März 1913 bis 1914
- Eberhard Gothein, 24. März 1914 bis 1915
- Johannes Bauer, 15. März 1915 bis 1916
- Carl Bezold, 15. März 1916 bis 1917
- Friedrich Endemann, 15. März 1917 bis 1918
- Christian Bartholomae, 11. März 1918 bis 1919

## Rektoren seit 1919
Mit der Auflösung des Großherzogtums Baden endete die Regelung, dass der Landesherrscher das Rektorat übernahm. Nun wurde der bisherige „Prorektor“, also der Professor, der die Amtsgeschäfte der Universität führt, wieder als Rektor bezeichnet.
- Hermann Kossel, 1. Oktober 1919 bis 1920
- Johannes Hoops, 1. Oktober 1920 bis 1921
- Georg Beer, 1. Oktober 1921 bis 1922
- Gerhard Anschütz, 1. Oktober 1922 bis 1923
- Franz Boll, 1.–22. Oktober 1923
  - Anschließend bis Ablauf der regulären Amtszeit im September 1924 Vertretung durch den Prorektor Erich Kallius
- Karl Hampe, 1. Oktober 1924 bis 1925
- Heinrich Liebmann, 1. Oktober 1925 bis 1926
- Friedrich Panzer, 1. Oktober 1926 bis 1927
- Martin Dibelius, 1. Oktober 1927 bis 1928
- Karl Heinsheimer, 1. Oktober 1928 bis 16. Juni 1929
  - Nach dem Tod Heinsheimers übernahm bis zum Ablauf der regulären Amtszeit der Prorektor Martin Dibelius die Amtsgeschäfte
- Emil Gotschlich, 1. Oktober 1929 bis 1930
- Karl Meister, 1. Oktober 1930 bis 1931
- Otto Erdmannsdörffer, 1. Oktober 1931 bis 1932
- Willy Andreas, 1. Oktober 1932 bis 1933
- Wilhelm Groh, 1. Oktober 1933 bis 1937
- Ernst Krieck, 1. April 1937 bis 30. September 1938 (ab Juli 1938 beurlaubt)
- Paul Schmitthenner, 1. November 1938 bis März 1945
- Johannes Hoops, kommissarischer Rektor, 21./27. März 1945 bis 14. August 1945
- Karl Heinrich Bauer, 15. August 1945 bis 1946
- Hans Freiherr von Camphausen, 1. August 1946 bis 1947
- Wolfgang Kunkel, 1. August 1947 bis 1948
- Karl Geiler, 1. August 1948 bis 1949
- Karl Freudenberg, 26. Juli 1949 bis 1950
- Gerhard Hess, 25. Juli 1950 bis 1951
- Kurt Schneider, 1. August 1951 bis 1952
- Eberhard Schmidt, 1. Oktober 1952 bis 1953
- Edmund Schlink, 1. Oktober 1953 bis 1954
- Reinhard Herbig, 1. August 1954 bis 1955
- Klaus Schäfer, 1. August 1955 bis 1956
- Edmund Randerath, 1. August 1956 bis 1957
- Siegfried Reicke, 1. August 1957 bis 1958
- Wilhelm Hahn, 1. August 1958 bis 1960
- Gottfried Köthe, 1. August 1960 bis 1961
- Fritz Ernst, 1. August 1961 bis 1963
- Kurt Lindemann, 1. August 1963 bis 1964
- Wilhelm Gallas, 1. August 1964 bis 1965
- Günther Bornkamm, 1. August 1965 bis 1966
- Margot Becke-Goehring, 1. August 1966 bis 1968 (erste Rektorin einer deutschen Universität)
- Kurt Baldinger, 1. August 1968 bis 1969
- Werner Conze, 1. August 1969 bis Februar 1970
- Rolf Rendtorff, 4. Februar 1970 bis 23. November 1972 (Rücktritt)
- Hubert Niederländer, 19. Dezember 1972 bis 1979
- Adolf Laufs, 1. Oktober 1979 bis 1983
- Gisbert Freiherr zu Putlitz, 1. Oktober 1983 bis 1987
- Volker Sellin, 1. Oktober 1987 bis 1991
- Peter Ulmer, 1. Oktober 1991 bis 1997
- Jürgen Siebke, 1. Oktober 1997 bis 2001
- Peter Hommelhoff, 1. Oktober 2001 bis 30. September 2007
- Bernhard Eitel, 1. Oktober 2007 bis 30. September 2023 (Die 2007 vor Beginn der Amtszeit von Bernhard Eitel eingeführte Beschränkung auf eine Wiederwahl wurde während seiner Amtszeit wieder abgeschafft.)
- Frauke Melchior, ab 1. Oktober 2023.